# Звёздный путь: Планета Титанов
Звёздный путь: Планета Титанов (англ. Star Trek: Planet of the Titans) — неснятый фильм, основанный на франшизе «Звёздный путь», который достиг стадии подготовки сценария и дизайна. После успеха «Звёздного пути» в синдикации в начале 1970-х и популярности сериала на научно-фантастических съездах Paramount Studios предприняла несколько попыток снять художественный фильм на основе сериала. В 1975 году создатель франшизы Джин Родденберри предложил «Звёздный путь: Божественная вещь», но студия не поддержала его.
В следующем году снова началась подготовка к съемкам фильма с обработкой и последующим сценарием под названием «Планета титанов», созданного британской командой сценаристов Крисом Брайантом и Алланом Скоттом с намерением снизить затраты за счёт съёмок в Соединённом Королевстве. Были трудности с обеспечением того, чтобы и Уильям Шатнер, и Леонард Нимой подписались на фильм, поскольку срок действия контракта Шатнера с Paramount истек, а Нимой был обеспокоен несанкционированным использованием своего изображения в мерчандайзинге. Филип Кауфман был подписан на роль режиссёра после того, как к нему обратились несколько других режиссёров. По сюжету команда должна была исследовать родной мир мифических Титанов и, сбежав через чёрную дыру, попасть в доисторическое прошлое, где они учат древних людей добывать огонь.
После того, как их сценарий был отклонен, Брайант и Скотт ушли, а Кауфман создал новую трактовку сценария, но она тоже была отклонена, и проект был закрыт 8 мая 1977 года, примерно за две недели до выхода «Звёздных войн». Для отмены были названы различные причины, в том числе смена режима в Paramount и то, что руководители думали, что пропустили окно из-за скорого выхода «Звёздных войн», полагая, что фанаты научной фантастики не будут платить за просмотр двух таких фильмов. Paramount немедленно изменила курс и запустила план по возвращению «Звёздного пути» на телевидение через новую сеть под названием «Звёздный путь: Фаза II».

## Предыстория

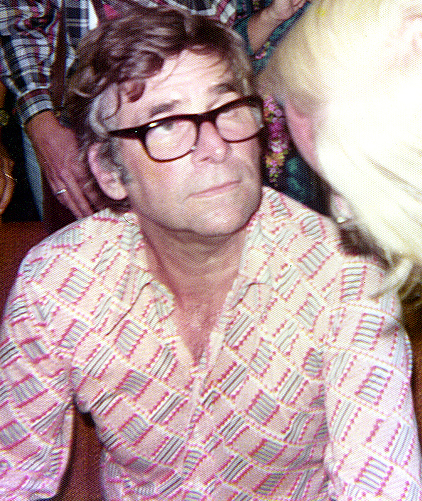
Джин Родденберри, создатель «Звёздного пути», в 1976 году

После отмены сериала «Звёздный путь: Оригинальный сериал» на канале NBC в 1969 году было предпринято несколько попыток, под влиянием успеха сериала в синдикации вещания и присутствия фанатов на съездах, перенести сериал в фильм. К марту 1972 года Родденберри сказал, что есть интерес к художественному фильму «Звёздный путь» и что есть даже потенциал для возвращения сериала на NBC.
В мае 1975 года Родденберри заключил контракт с Paramount Pictures на разработку фильма по мотивам «Звёздного пути». Основная съёмка должна была начаться 15 июля 1976 года, но позже была перенесена на 1977 год. Первоначально она называлась «Звёздный путь: Божественная вещь» и имела бюджет в 5 миллионов долларов. Сюжет Родденберри должен был воссоединить экипаж «Энтерпрайза» и отправить его лицом к лицу с Богом, который угрожал Земле. Главный исполнительный директор Paramount Studios Барри Диллер завершил сделку по разработке в августе 1975 года, хотя Родденберри было разрешено сохранить свой офис в студии. Родденберри продолжил проект и пригласил нескольких других, чтобы они представили идеи для рассказов и сценариев, в том числе своего личного помощника Джона Повилла, а также писателей Роберта Сильверберга, Джона Д. Ф. Блэка и Харлана Эллисона. В трактовке Эллисона экипаж был вынужден отправиться в прошлое, чтобы предотвратить уничтожение человечества расой рептилий на «рассвете времен». Он встретился с руководителями Paramount, в том числе с Барри Трабулусом, который недавно прочитал «Колесницы богов?» (1968) Эриха фон Деникена и хотел, чтобы в фильме была показана цивилизация майя. Эллисон и Трабулус не согласились, и Эллисон покинул встречу, отказавшись иметь какое-либо отношение к фильму.

## Сюжет

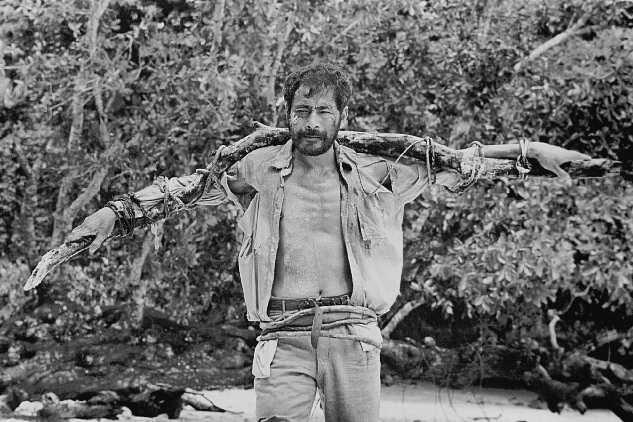
В своём варианте режиссёр Филип Кауфман предполагал использовать Тоширо Мифуне (на фото 1968 года) в качестве клингона для Спока.

В оригинальной трактовке Криса Брайанта и Аллана Скотта звездолёт «Энтерпрайз» расследует исчезновение «USS DaVinci». По прибытии в последнее известное место они не находят другой корабль, но капитан Джеймс Т. Кирк поражен электромагнитными волнами и покидает «Энтерпрайз» на шаттле. Он пилотирует его в космос и исчезает. Проходит три года, и «Энтерпрайз» возвращается в район под командованием капитана Грегори Уэстлейка после того, как подобрал Спока, который уволился из Звёздного флота и вернулся на Вулкан. Экипаж обнаруживает ранее скрытую планету в том месте, где исчез Кирк. Они считают, что это планета Титанов, мифической и могущественной инопланетной расы. Однако планета затягивается в чёрную дыру. Клингоны также хотят претендовать на планету. Спок опускается на поверхность и находит Кирка, который живёт на планете три года. Вместе они обнаруживают, что планета населена лебедями, уничтожившими титанов. Планета и «Энтерпрайз» попадают в чёрную дыру, при этом лебедяне уничтожаются. Корабль выходит на орбиту Земли в эпоху палеолита, и экипаж учит древних людей добывать огонь, фактически играя роль Прометея, подобно инопланетному влиянию на предков человека в фильме «Космическая одиссея 2001 года» (1968). «Планета Титанов» также исследовала концепцию третьего глаза, и позже её сравнили с появлением греческих богов в серии «Кто скорбит по Адонису?» «Оригинального сериала».
После того, как Брайант и Скотт покинули проект, режиссёр Филип Кауфман попытался переписать историю, в результате чего получившаяся обработка во многом была вдохновлена книгами Олафа Стэплдона «Последние и первые люди» (1930) и «Создатель звёзд» (1937). Позже он описал эту версию как «менее культовую и больше похожую на фильм для взрослых, посвященный сексуальности и чудесам, а не странностям». Он намеревался в этой версии столкнуть Спока лицом к лицу с главным клингонским врагом, в роли которого Кауфман предполагал японского актёра Тоширо Мифунэ. Кауфман объяснил, что в нём оба героя должны были получить психоделический опыт, и резюмировал это, сказав: «Я уверен, что фанаты были бы расстроены, но я чувствовал, что это действительно может открыть новый тип научной фантастики». В то время как Повилл считал, что вариант Брайанта и Скотта был безуспешным, он думал, что вариант Кауфмана был хуже.

## Подготовка к производству
Ожидалось, что « Планета титанов» будет сниматься в Соединённом Королевстве, чтобы снизить производственные затраты. В июле 1976 года Джерри Изенберг был назначен исполнительным продюсером нового фильма, а в сентябре была нанята британская команда сценаристов Брайанта и Скотта. У дуэта не было опыта написания научной фантастики, но они написали сценарии для фильмов «А теперь не смотри» (1973) и «Джозеф Эндрюс» (1977). Родденберри защищал найм пары, говоря: «Я очень вдохновлён некоторыми идеями, которые они придумали. Представление о том, что только писатель-фантаст может писать научно-фантастические фильмы, нелепо. Посмотри на меня. Я придумал «Звёздный путь» и был драматургом. Я писал для телевидения». Брайант считал, что заслужил назначение сценариста, потому что его взгляд на Кирка напоминал то, что Родденберри смоделировал ему; «один из капитанов Горацио Нельсона в южной части Тихого океана, шесть месяцев вдали от дома и три месяца вдали от связи.» Их 20-страничная трактовка была представлена в следующем месяце. Он назывался «Планета Титанов» и был благосклонно воспринят Диллером и его коллегой, исполнителем Майклом Айснером. Paramount предложила сценаристам приступить к написанию сценария 6 октября.

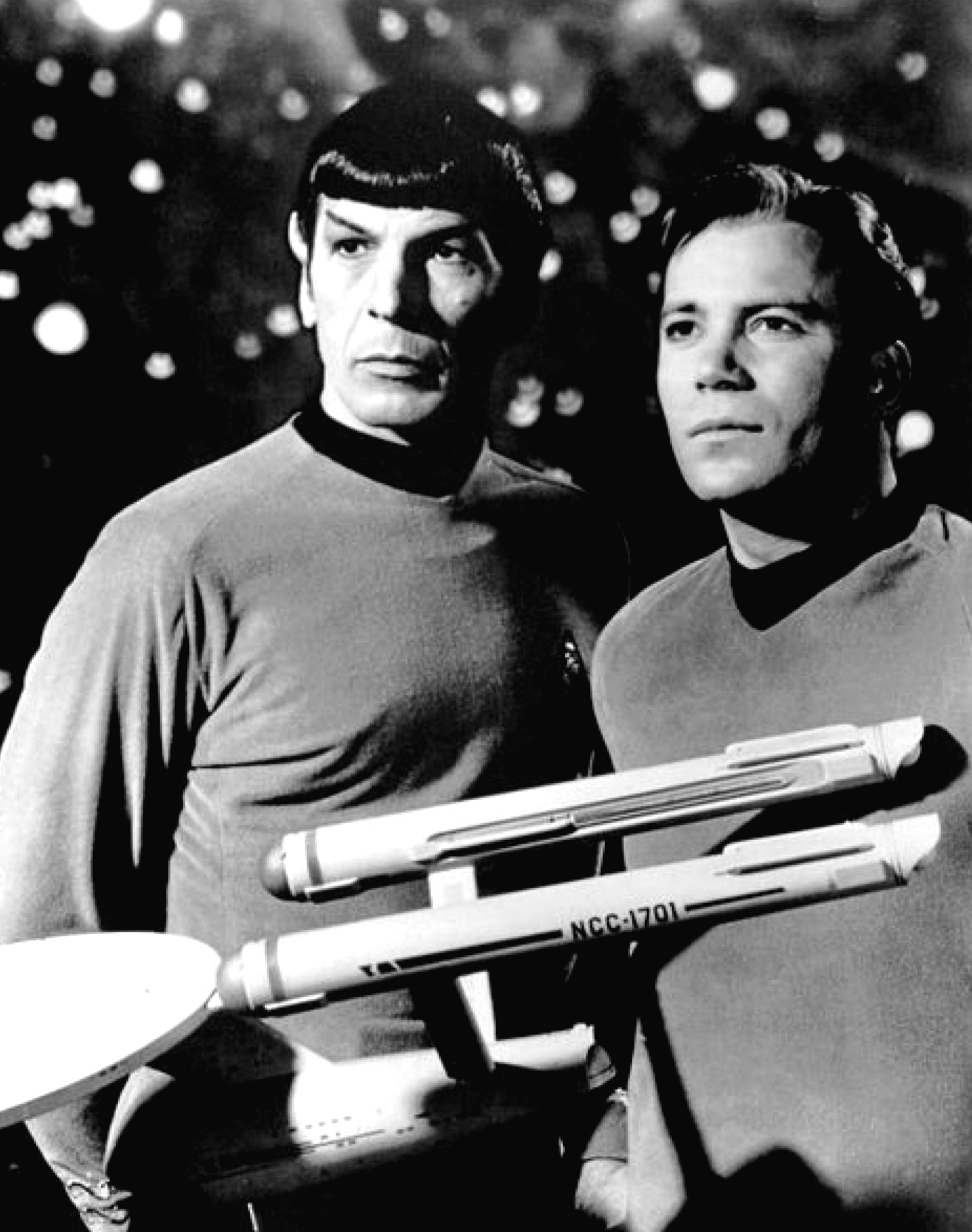
В постановке были проблемы с кастингом как с Леонардом Нимоем, так и с Уильямом Шатнером.

Джон Повилл составил список возможных режиссёров проекта, в который вошли Фрэнсис Форд Коппола, Стивен Спилберг, Джордж Лукас и Роберт Уайз, но все они в то время были заняты или не желали работать с бюджетом в 7,5 миллионов долларов. Хотя его агент не ожидал, что он это сделает, Филип Кауфман подписал контракт с режиссёром. Родденберри познакомил его с сериалом, показав ему десять эпизодов, в том числе те, которые, по его мнению, были наиболее представительными и популярными в сериале: «Город на краю вечности», «Дьявол во тьме», «Время ярости», «Путь на Вавилон», «Увольнение на берег», «Проблемы с трибблами», «Враг изнутри», «Корбомитовый манёвр», «Эта сторона рая» и «Часть действия». Подписав контракт, Кауфман был рад снять «Звёздный путь». Он обсудил это с Лукасом и сказал, что «чувствовал, что может пройти крышу». Сотрудник НАСА был нанят в качестве консультанта по фильму.
Были проблемы с кастингом фильма. Сделка Paramount Studios с Уильямом Шатнером закончилась, поэтому в первом наброске фильма капитан Кирк не фигурировал. Позже он был добавлен после подписания нового контракта. Однако Леонард Нимой выбыл из фильма, потому что он был обеспокоен потенциальным мерчендайзингом после того, как его образ Спока был использован в рекламе Heineken без его разрешения или договоренности о гонорарах. Он отказался публично говорить об этом, но Шатнер объяснил это в интервью. В конце концов ситуация разрешилась, и Нимой подписался на участие в «Планете Титанов».
Ранние работы были многообещающими, и к осени 1976 года проект набирал обороты. Поклонники организовали почтовую кампанию, которая завалила Белый дом 400 000 писем, побудив президента Джеральда Форда переименовать будущий космический шаттл в «Enterprise». Предложение Брайанта и Скотта стало первым, принятым студией в октябре; Родденберри немедленно прекратил работу над другими проектами, чтобы переключиться на «Звёздный путь», и сценаристы и продюсеры были завалены благодарными письмами фанатов. К началу 1977 года официальное название проекта было изменено на «Звездный путь — кинофильм» (название было повторно применено к вышедшему в итоге фильму 1979 года). Восторг был недолгим; первый набросок законченного сценария не был закончен до 1 марта 1977 года, и Paramount все больше требовала либо начать производство, либо сократить свои потери и отменить проект. Продюсер Джерри Изенберг начал искать места для съемок и нанял дизайнеров и иллюстраторов, чтобы дополнить сценарий.

### Дизайн
Кен Адам, художник-постановщик, был нанят для оформления фильма. Адам сделал несколько концептуальных визуализаций различных настроек, включая геометрическую камеру, где Споку будет видение его собственной смерти, гигантский кристаллический «космический мозг», различные интерьеры «Энтерпрайза», включая ангарную палубу и «открытое» внутреннее пространство тарелки с трубы, соединяющие различные платформы - концепция дизайна, которую он позже реализовал для интерьера космической станции в фильме о Джеймсе Бонде «Лунный гонщик» (1979). Он также набросал внешние конфигурации звездолёта, который должен был быть переоборудован после того, как в начальных сценах его чуть не уничтожила чёрная дыра.
Затем Адам нанял концептуального дизайнера Ральфа МакКуорри, который недавно работал над дизайном для «Звёздных войн». МакКуорри работал с Адамом в Лондоне в течение шести недель, создавая различные концепции «голубого неба», потому что «не было сценария». Визуализации «Энтерпрайза» МакКуорри сравнивают с визуализацией Звёздного разрушителя «Звёздных войн», но большую часть дизайна можно проследить по эскизам Адама. Его концепции включают изображения модуля тарелки «Энтерпрайз», отделенного от остальной части корабля (позже связанного с «Энтерпрайз-D» в эпоху TNG), элемента, который упоминался в «Оригинальной серии», но никогда не появлялся на экране. Другие работы МакКуорри включали различные интерьеры и экстерьеры «Энтерпрайза», концепции шаттлов, средства посадки на планету и обитаемый астероид с космическим доком. Позже МакКуорри продолжил работу над дизайном фильма «Звёздный путь 4: Дорога домой».
Были построены грубые учебные модели по крайней мере двух концепций «Энтерпрайза», которые использовались в качестве фоновых элементов в кадрах более поздних постановок, в том числе в космическом доке фильма «Звёздный путь 3: В поисках Спока» и в качестве кораблекрушения в сериале «Звёздный путь: Следующее поколение». Эпизод «Лучшее из обоих миров» сериала «Следующее поколение» и в составе резервного флота в эпизоде «Объединение» сериала «Следующее поколение». Одна из этих концепций «Энтерпрайза» позже станет основой для USS Discovery, телесериала «Звёздный путь: Дискавери». Шоураннер Брайан Фуллер подтвердил, что изначально это было основой нового корабля, но добавил, что это было «до такой степени, что мы не можем юридически комментировать это, пока [наша команда юристов] не выяснит некоторые вещи».

### Отмена
Брайант и Скотт сдали свой сценарий 1 марта 1977 года. Он был отклонен Paramount, и они покинули проект в апреле 1977 года, потому что обнаружили, что идеи Кауфмана и Родденберри в отношении фильма неоднократно противоречили друг другу. Позже они сказали, что были разочарованы, так как считали, что это была «абсолютно удачная картина» и что «это была просто одна из тех сделок, которые время от времени заключаются в студиях, которые упали посередине». Джеффри Катценберг 8 мая сообщил режиссёру об отмене фильма; в то время у него был увеличенный бюджет на 10 миллионов долларов. Это было примерно за три недели до выхода «Звёздных войн». Было выдвинуто несколько объяснений отмены. Один утверждает, что студия посчитала, что производство заняло слишком много времени, и другой научно-фантастический фильм не будет иметь успеха вскоре после «Звёздных войн», потому что фанаты не будут платить за просмотр двух научно-фантастических фильмов. Позже Кауфманн утверждал, что Paramount объяснила отмену успеха «Звёздных войн» в прокате, но, поскольку «Титаны» были отменены до выхода «Звёздных войн», кассовые сборы не могли сыграть роли. Диллер заявил, что он был отменён, потому что оба варианта сценария казались вынужденными и отличались от серий «Оригинального сериала». Вместо этого он предложил им вернуться к формату сериала и, следовательно, продолжить работу над проектом, который станет так и не завершенным телесериалом «Звёздный путь: Фаза II». Кауфман продолжал снимать такие фильмы, как «Вторжение похитителей тел» (1978) и «Парни что надо» (1983). Хотя фильм так и не был снят, позже его обсуждали критики и писатели. Дэвид Хьюз включил его в свою книгу «Величайшие научно-фантастические фильмы, которые никогда не снимались» (2008) в главе о запланированных фильмах «Звёздный путь» 1970-х годов.

## Смотри также
- Список фильмов «Звёздного пути»